# Rio Churchill (Baía de Hudson)
O rio Churchill é o maior rio que passa tanto pela província de Saskatchewan quanto pela de Manitoba no Canadá. Tem cerca de 1.600 km de extensão. Nasce no lago Churchill, no noroeste de Saskatchewan, e desagua na baía de Hudson, no município de Churchill em Manitoba.